# Samuel Wanner

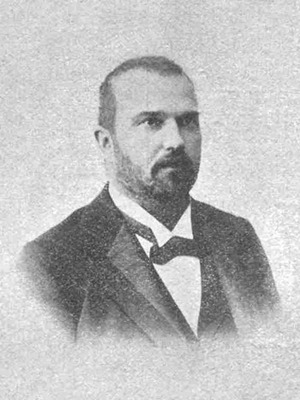
Samuel Wanner um 1900

Samuel Wanner (* 29. März 1853 in Schleitheim; † 18. Dezember 1911 in Küsnacht) war ein Schweizer Politiker und Unternehmer. Von 1902 bis 1911 gehörte er dem Nationalrat an.

## Biografie

Wanner AG 12. Mai 1964

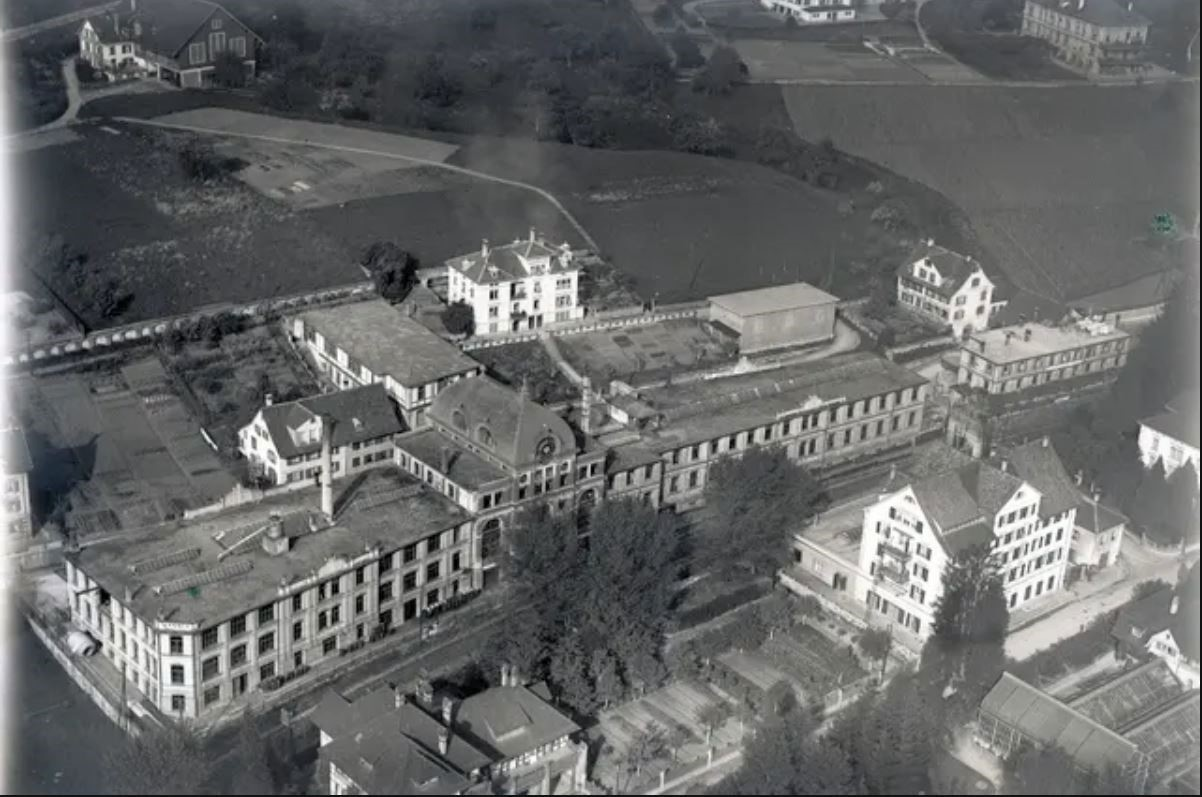
Wanner AG, Fabrikgebäude zum Seegarten (vorne) um 1900

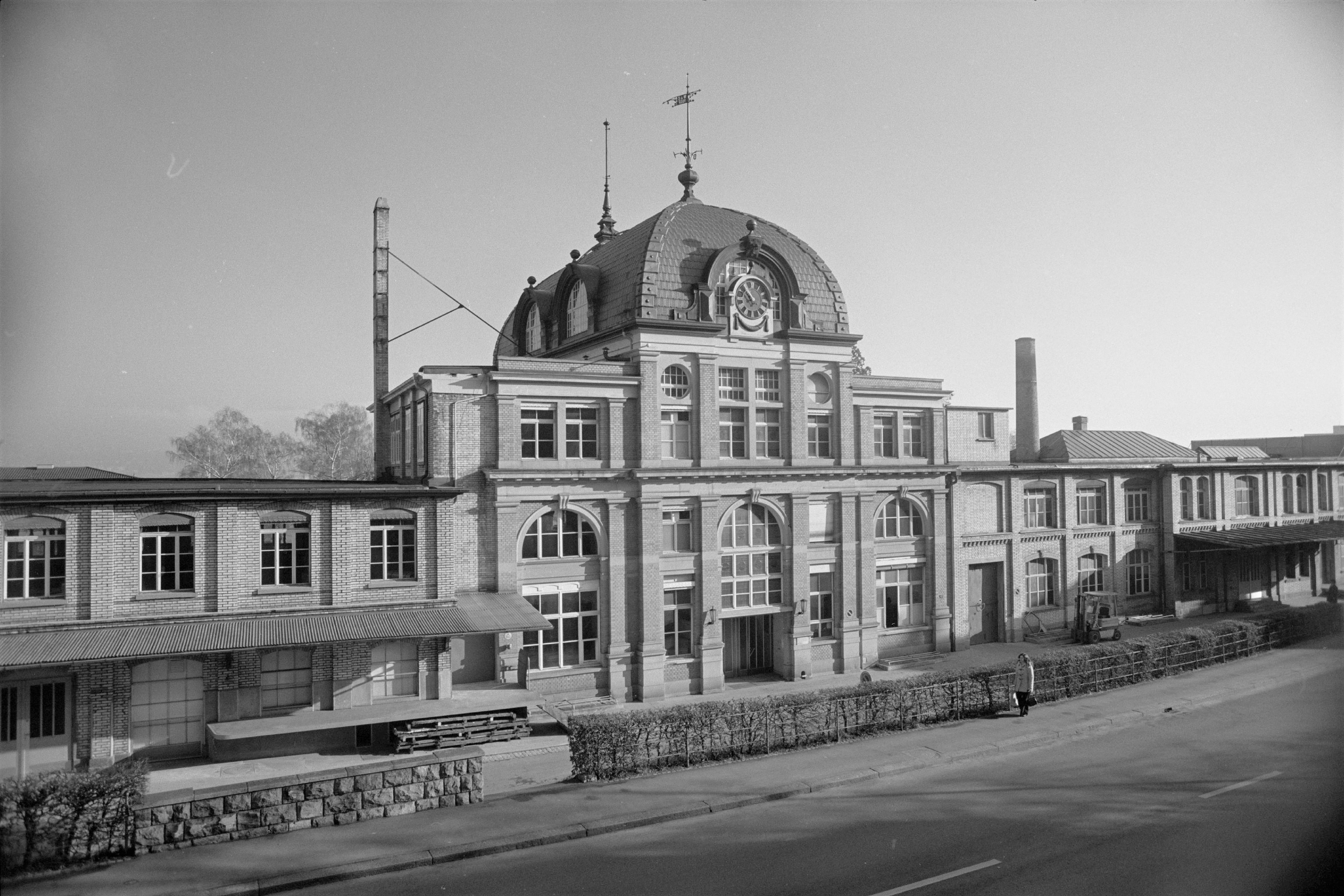
Wanner AG
1. Januar 1907

Samuel Wanner wurde als Sohn des Landjägers Ulrich Wanner und seiner Frau Barbara in eine grosse Familie geboren. Sein Vater verstarb früh. In erster Ehe heiratete er Emma die Tochter des Schuldeneintreibers Johann Rudolf Widmer. 1911 ehelichte er seine zweite Frau Emilie Widmer, die Tochter des Postverwalters Konrad August Widmer. 
Seine schulische Bildung erhielt er an der Kantonsschule Schaffhausen. Anschliessend absolvierte er bei der Firma Amsler in Feuerthalen eine kaufmännische Lehre. Sein eigentlicher Berufswunsch war es Pfarrer oder Lehrer zu werden, was er jedoch nicht erreichte. 
Von 1875 bis 1880 betätigte er sich als Reisender für die Firma Hünerwadel in Horgen Im Jahr 1880 gründete er mit einem Companion, in Horgen, die der mechanische Werkstätte und Eisengiesserei Wanner & Co. Bis 1911 baute er diese auf 300 Mitarbeiter aus und eröffnete Filialen in Schaffhausen, Paris, Brüssel und Mailand. Das von ihm errichtete Industriegebäude an der Seestrasse 93 in Horgen, war als Kuppelbau dem Aussehen des Bundeshauses in Bern angelehnt und von 1896 bis 1907 durch die Firma Ludwig & Ritter Thalwil erstellt. Kurz vor seinem Tod wandelte er das Unternehmen in eine Aktiengesellschaft um. Samuel Wanner war Präsident des kaufmännischen Vereins Horgen, sowie zwischen 1906 und 1911 Vorstandsmitglied des Arbeitgeberverbandes der Schweizer Maschinenindustrie, ebenso stand er der Bezirksschulpflege vor.
Wanner politisierte zuerst in liberal-demokratischer Richtung, wurde aber später Mitglied der Freisinnig-Demokratische Partei. Von 1890 bis 1905 war ein Vertreter Horgens im Zürcher Kantonsrat und sass ab 1898 im Gemeinderat Horgen, den er von 1900 bis 1904 präsidierte. Als Verwaltungsratspräsident der Leihkasse Horgen verwendete er Bankmittel für seine eigenen Zwecke. Deswegen wurde er 1904 als Gemeindepräsident nicht wiedergewählt. Samuel Wanner war Mitglied der radikal-demokratischen Fraktion und von 1902 bis 1911 Mitglied des Nationalrats. 
Samuel Wanner starb nach kurzer Krankheit, unerwartet im 59. Altersjahr, am Nachmittag des 18. Januar 1911, die Beisetzung fand am 21. Dezember in Horgen statt.